# Lindesgöl
Lindesgöl är en sjö i Hylte kommun i Småland och ingår i Fylleåns huvudavrinningsområde. Sjöns area är 0,022 kvadratkilometer och den befinner sig 163 meter över havet.